# DFS Classic 1988
Il DFS Classic 1988  è stato un torneo di tennis giocato sull'erba.
È stata la 7ª edizione del DFS Classic, che fa parte della categoria Tier V nell'ambito del WTA Tour 1988.
Si è giocato al Edgbaston Priory Club a Birmingham in Inghilterra, dal 6 al 12 giugno 1988.

## Campionesse

### Singolare
Claudia Kohde Kilsch ha battuto in finale  Pam Shriver con il punteggio di 6–2, 6–1

### Doppio
Larisa Neiland /  Nataša Zvereva hanno battuto in finale  Leila Meskhi /  Svetlana Černeva con il punteggio di 6–4, 6–1